# 阿莉雅·达纳·霍顿
阿莉雅·达纳·霍顿（/ɑːˈliːə/，1979年1月16日—2001年8月25日），简称阿莉雅（英語：Aaliyah），是一名美国女歌手、演員。

## 生平

### 成長背景
1979年1月16日阿莉雅生于美国纽约市的布鲁克林区，她的名字来自斯瓦希里语，意为“最高贵的人”。她是父母Michael和Diane Haughton的第二个孩子，也是他们最小的孩子，有非裔和美国原住民血统。母亲Diane是一名声乐家，因此在阿莉雅很小时就让她开始学习声乐；叔叔巴瑞·汉克森（Barry Hankerson）是一位娱乐业律师，曾与歌手葛蕾蒂絲·奈特有过婚史，因此阿莉雅很小时就跟随奈特参加各种广告和电视节目的试演，甚至还曾与她同台演出。

### 歌壇經歷
5岁时，阿莉雅跟随全家搬到底特律生活。9岁时参加美国电视节目Star Search，演唱“My Funny Valentine”，但没有赢得比赛。12岁时，在叔叔的帮助下与Blackground Records签约，并与R&B歌手R·凯利（R. Kelly）相识。此后凯利开始为她创作并制作歌曲。在与凯利合作之下，1994年，15岁的阿莉雅发行了个人首张专辑“Age Ain't Nothing But a Number”。该专辑取得了美国Billboard 200排行榜第18名的成绩，在美国本土的销量超过两百万张，其中著名的单曲有：Back & Forth、At Your Best (You Are Love)、Age Ain't Nothing But a Number。单曲 Back & Forth 连续三周蝉联排行榜最热R&B歌曲第一名，At Your Best 则获得Billboard Hot 100排行榜的第六名。
Vibe杂志公开了一张两人的“结婚证明”，上面写有两人的结婚日期为1994年8月31日，结婚地点在伊利诺伊州Rosemont的Sheraton Gateway Suites，以及“结婚”时阿莉雅当时为15岁。但当事人双方一直否认這個說法。
1996年，阿莉雅转与Atlantic Records签约，与Timbaland、蜜西·艾莉特等艺人合作，并于同年发表她的第二张专辑“One in a Million”。该专辑取得Billboard 200排行榜第18名的成绩，在美国本土销量超过两百万张，在全球则创下了超过八百万张的销量。其中的单曲 If Your Girl Only Knew 连续两周蝉联排行榜最热R&B歌曲第一名。
此后阿莉雅进入底特律表演艺术高中学习戏剧；1997年，以4.0的GPA成绩毕业，并从此开始了她的演员生涯。2000年，阿莉雅在改编自莎士比亚名著《罗密欧与朱丽叶》的影片《致命罗密欧》（Romeo Must Die）中，与李连杰演对手戏。她还为这部电影贡献了四首歌曲，包括获得Billboard Hot 100排行榜第一名的单曲 Try Again。
2001年7月，阿莉雅发行了她的第三张专辑——同名专辑“Aaliyah”，其中几首最成功的歌曲仍然由Timbaland监制。该专辑获得了极佳的评论，在Billboard 200排行榜上取得了第二名的成绩，发行后第一周销量就达187,000张。

### 墜機身亡
同名专辑面世一个月后，阿莉雅与唱片公司的人员前往巴哈马群岛为该专辑中的第二支单曲“Rock the Boat”拍摄MV。在拍摄完毕后，于北美东部时间2001年8月25日下午6:45，阿莉雅和随从乘坐一架双引擎的賽斯納402B（註冊號N8097W）小飞机从巴哈马阿巴科群島（Abaco Islands）的马什港（Marsh Harbour）出发，飞往美国佛罗里达州的一个机场。考虑到转日还有航班，单曲MV的拍摄也已结束，他们便决定将所有的拍摄仪器一并放到飞机上，运回美国。但这导致飞机严重超载。这架飞机在起飞不久后即坠毁（坠毁地点距离跑道只有60米），发生撞击后爆炸起火，阿莉雅和包括機長在内的其他七名成员当场死亡，第九位伤者送到医院不治。事后的调查发现，失事时飞机严重超载，機長体内也被检出了酒精和可卡因成分。阿莉雅在逝世时年仅22岁。她的葬礼于2001年8月31日在纽约聖伊納爵堂举行，参加人数超过800人。
在阿莉雅逝世后一周内，她生前发行的同名专辑“Aaliyah”从Billboard 200排行榜的第19名升到第一名，单曲 Rock the Boat 也取得排行榜最热R&B歌曲第二名的成绩。

## 脚注
1. ↑  王小峰. 章雷 , 编.  增订版. 南京大学出版社. 2008-08-01  [2022-06-23]. ISBN 9787305053023. （原始内容存档于2022-06-23） （中文（中国大陆））.
2. 1 2  Huey, Steve. . Allmusic.   [2008-11-08]. （原始内容存档于2012-03-10）.
3. ↑  Sutherland 2005，第1頁
4. ↑  . CNN. 2001-08-27  [2009-05-06]. （原始内容存档于2009-06-16）.
5. ↑  Sutherland 2005，第9頁
6. ↑  Bogdanov, Woodstra & Erlewine 2002，第1頁
7. 1 2 3  Perrone, Pierre. . The Independent. Independent News & Media. 2001-08-27  [2009-04-04]. （原始内容存档于2010-06-06）.
8. ↑  Sutherland 2005，第15頁
9. ↑  Farley 2002，第35頁
10. ↑  . The Daily Telegraph. Telegraph Media Group. 2001-11-22  [2009-05-10]. （原始内容存档于2018-06-14）.
11. ↑  . FindArticles. CBS公司. 2001-11  [2009-05-10]. （原始内容存档于2012-05-24）.
12. ↑  Dansby, Andrew. . Rolling Stone. Wenner Media. 2001-08-27  [2009-05-10]. （原始内容存档于2009-06-23）.
13. ↑  . Billboard. Nielsen Business Media.   [2009-07-23]. （原始内容存档于2022-12-29）.
14. ↑  Pesselnick, Jill.  113 (46). Nielsen Business Media: 69. 2001-11-17  [2009-05-15]. ISSN 0006-2510.
15. ↑  . Billboard. Nielsen Business Media. 2001-08-31  [2009-07-23]. （原始内容存档于2022-12-29）.
16. ↑  . Vibe. Vibe Media Group. 2008-09-18  [2009-05-14]. （原始内容存档于2008-12-01）.
17. ↑  Kenyatta 2002，第25頁
18. ↑  Sullivan, Caroline. . The Guardian. Guardian Media Group. 2001-08-27  [2009-04-24]. （原始内容存档于2012-12-31）.
19. ↑  Simmonds 2008，第454頁
20. ↑  Jones, Steve. . USA Today. Gannett Company. 2001-08-28  [2009-06-11]. （原始内容存档于2012-01-10）.
21. ↑  Farley 2002，第77頁
22. ↑  Wolk, Josh. . Entertainment Weekly. Time. 2000-03-26  [2009-05-10]. （原始内容存档于2014-07-14）.
23. ↑  Pareles, Jon. . The New York Times. The New York Times Company. 2001-08-27  [2009-05-10]. （原始内容存档于2021-05-06）.
24. ↑  Bronson 2003，第896頁
25. ↑  Martens, Todd. . Billboard. Nielsen Business Media. 2001-07-26  [2009-07-23]. （原始内容存档于2022-12-29）.
26. ↑  Schumacher-Rasmussen, Eric. . MTV News. 2001-08-26  [2009-04-09]. （原始内容存档于2009-04-18）.
27. ↑  Peisner, David. . Blender. Alpha Media Group. 2009-04-01  [2009-04-07]. （原始内容存档于2010-10-21）.
28. ↑  . CNN. 2001-08-27  [2009-04-08]. （原始内容存档于2009-04-13）.
29. ↑  Schumacher-Rasmussen, Eric. . MTV News. 2001-08-31  [2009-07-02]. （原始内容存档于2009-06-02）.
30. ↑  Holguin, Jaime. . CBS News. 2003-11-11  [2009-04-07]. （原始内容存档于2013-06-13）.
31. ↑  Miliano, Lou. . CBS News. 2001-08-31  [2009-04-24]. （原始内容存档于2010-01-19）.
32. ↑  Martens, Todd. . Billboard. Nielsen Business Media. 2001-09-06  [2009-07-23]. （原始内容存档于2022-12-29）.
33. ↑  . Allmusic.   [2009-07-23]. （原始内容存档于2012-03-10）.